# Infektiöse Bronchitis
Die Infektiöse Bronchitis (IB) ist eine Viruserkrankung der Vögel, die vor allem Haushuhn und Fasan befällt. Erreger ist das Infektiöse-Bronchitis-Virus (IBV), ein Coronavirus.

## Klinik

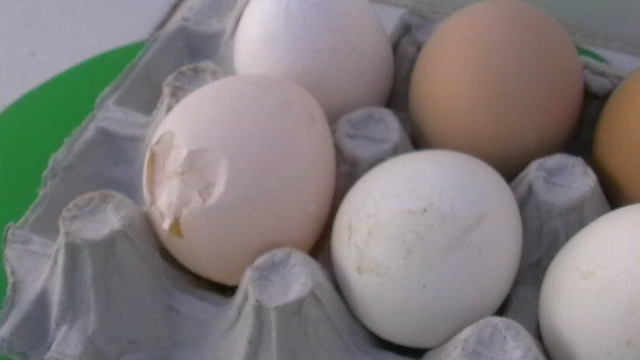
Dünnschalige Eier bei IB

Die Übertragung erfolgt vor allem als Tröpfcheninfektion, wobei mit Viren beladene Staubkörner und Tröpfchen weite Entfernungen zurücklegen können. Das Virus besiedelt das Flimmerepithel der Atemwege, aber auch die Eileiter können befallen werden. Die IB breitet sich rasch in einem Bestand aus, vor allem Jungtiere zeigen eine hohe Erkrankungshäufigkeit. Die Verluste können bis zu 25 % betragen.
Die Inkubationszeit beträgt 18 bis 36 Stunden. Klinisch treten Atemnot, Nasenausfluss, röchelnde Atemgeräusche und Bindehautentzündung auf. Zudem sind Allgemeinstörungen mit Fressunlust zu beobachten. Eileiterinfektionen führen später zu Legestörungen wie dünnschalige Eier, Windeier, verminderte oder vollständig fehlende Legetätigkeit („falsche Leger“) und verminderte Schlupfrate.

## Diagnostik und Bekämpfung
Die schnelle Ausbreitung im Bestand und die klinischen Erscheinungen erlauben eine Verdachtsdiagnose. Die Diagnose kann durch pathologische Untersuchung verendeter Vögel sowie mit serologischen und virologischen Nachweisverfahren erfolgen. Differentialdiagnostisch sind Mykoplasmose, Infektiöse Laryngotracheitis, Hühnerschnupfen und Newcastle-Krankheit, aber auch nichtinfektiöse Erkrankungen (Fütterungsfehler) abzugrenzen.
Eine Behandlung ist allenfalls symptomatisch möglich. Die Bekämpfung basiert daher vor allem auf der Impfung, die ab der dritten Lebenswoche erfolgen kann. In gefährdeten Gebieten ist sie alle drei bis vier Monate zu wiederholen.